# Carl Adam Landström
Carl Adam Landström, född 9 september 1983 i Gränna församling, är en svensk organist i Malmö.

## Biografi
Carl Adam Landström föddes 9 september 1983 i Gränna församling. Han tog sina första lektioner för organisten Marianne Jansson i Gränna kyrka. Landström började omkring år 2000 att studera orgel vid Kungliga Musikhögskolan i Stockholm. Där tog han lektioner i solistiskt orgelspel för Ralph Gustafsson, Tomas Willstedt och Stefan Therstam. Efter fullbordad examen studerade han för organisten David Sanger, England och organisten François-Henri Houbart vid Église de la Madeleine, Paris. Våren 2011 tog han solistiskt diplom i orgel vid Kungliga Musikhögskolan i Stockholm. Landström har tidigare arbetat som organist vid Katarina församling och han arbetar sedan 2011 organist vid Malmö S:t Petri församling.
Landström var 2014–2017 projektledare för Nya toner i S:t Petri, som då var ett av Europas största orgelprojekt. Han arbetar även som universitetsadjunkt i liturgisk orgel och orgel-improvisation vid Musikhögskolan i Malmö.
Landström har deltagit i masterclass för bland annat Kimberley Marshall, Loic Maillé och Pierre Pincemaille.

## Diskografi
- 2015 – Saint-Saëns Symphony No. 3 'Organ' and Symphony in A major.[8]